# Doboj
Doboj je mesto v severnem delu Bosne in Hercegovine. Nahaja se na 146 metrov nadmorske višine, na levi obali reke Bosne med izlivoma rek Usore in Spreče v Bosno. Pred vojno, do leta 1992, je bil sedež občine, ki je zajemala površino 691 km2. Ta prostor sedaj pripada občinam Doboj, Doboj Istok, Doboj Jug in Usora. Prva od teh občin se nahaja v Republiki Srbski, medtem ko se ostale tri nahajajo v Federaciji Bosne in Hercegovine. Glede na podatke iz leta 1991. v občini je živelo 102.549 prebivalcev, od tega 27.498 prebivalcev v samem mestu. 

Po tem popisu so prebivalstvo sestavljali:  Muslimani 41.164, Srbi 39.820, Hrvati 13.264, Jugoslovani 5.765 ter drugi 2.536. Od takrat se je etnična sestava spremenila zaradi pojava novih občin in etničnega čiščenja.
Poleg mesta Doboj so bila leta 1991 v občini še štiri naselja z več kot 2000 prebivalci:
- Klokotnica (3.989 prebivalcev)
- Kotorsko (3.295 prebivalcev)
- Grapska Gornja (2.297 prebivalcev)
- Makljenovac (2.164 prebivalcev)

Občina Doboj, popis 2013.; skupaj: 71.441

## Zemljepis
Doboj ima izjemno ugoden geografski položaj in leži na reki Bosni. Mesto leži v aluvialni ravnici na 146 m nadmorske višine, na levem bregu reke Bosne med sotočjem rek Usora in Spreča v Bosno. Za severni del občine Doboj so značilna gričevnata območja, zgrajena iz kenozojskih nanosov, ki se nežno spuščajo v ravninska območja (rečne doline) z aluvialnimi ravninami, medtem ko se na jugu ta hriboviti tereni z juga zanašajo na gorska območja.

## Prebivalstvo
Po popisu iz leta 1991 je imela občina Doboj 102.549 prebivalcev, razporejenih v 73 naseljih.
| Prebivalstvo občine Doboj | Prebivalstvo občine Doboj | Prebivalstvo občine Doboj | Prebivalstvo občine Doboj | Prebivalstvo občine Doboj | Prebivalstvo občine Doboj |
| leto popisa               | 2013.                     | 1991. (razdelitev mej)    | 1991.                     | 1981.                     | 1971.                     |
| ------------------------- | ------------------------- | ------------------------- | ------------------------- | ------------------------- | ------------------------- |
| Muslimani                 | 15.322 (31,45%)           | 29.108 (32,37%)           | 41.164 (40,14%)           | 35.742 (35,90%)           | 32.418 (36,43%)           |
| Srbi                      | 52.628 (73,67%)           | 42.610 (47,38%)           | 39.820 (38,83%)           | 39.224 (39,40%)           | 39.884 (44,82%)           |
| Hrvati                    | 1.845 (2,58%)             | 10.332 (11,49%)           | 13.264 (12,93%)           | 14.522 (14,58%)           | 14.754 (16,58%)           |
| Jugoslovani               | /                         | /                         | 5.765 (5,62%)             | 8.064 (8,10%)             | 1.124 (1,26%)             |
| ostalo                    | 1.646 (2,30%)             | 7.879 (8,76%)             | 2.536 (2,47%)             | 1.996 (2,00%)             | 805 (0,90%)               |
| Skupaj                    | 71.441                    | 89.929                    | 102.549                   | 99.548                    | 88.985                    |

Doboj (mesto), nacionalna sestava
| Doboj       | Doboj           | Doboj          | Doboj          |
| leto popisa | 1991.           | 1981.          | 1971.          |
| ----------- | --------------- | -------------- | -------------- |
| Muslimani   | 11.154 (40,56%) | 8.822 (37,44%) | 8.976 (49,14%) |
| Srbi        | 8.011 (29,13%)  | 6.091 (25,85%) | 5.044 (27,61%) |
| Hrvati      | 2.714 (9,86%)   | 2.852 (12,10%) | 2.889 (15,81%) |
| Jugoslovani | 4.365 (15,87%)  | 5.211 (22,11%) | 919 (5,03%)    |
| ostalo      | 1.254 (4,56%)   | 582 (2,47%)    | 436 (2,38%)    |
| Skupaj      | 27.498          | 23.558         | 18.264         |

## Naseljena območja (kraji)
Aerodrom, Bare, Boljanić, Božinci Donji, Brestovo, Bukovac, Bukovica Mala, Bukovica Velika, Bušletić, Cerovica, Cvrtkovci, Čajre, Čaršija, Čivčije Bukovičke, Čivčije Osječanske, Doboj, Dragalovci, Foča, Gavrići, Glavica, Glogovica, Grabovica, Grapska Donja, Grapska Gornja, Jelanjska, Johovac, Kladari, Komarica, Kostajnica, Kotorsko, Kožuhe, Lipac, Lukavica Rijeka (dio), Ljeb, Ljeskove Vode, Majevac, Makljenovac (dio), Miljkovac, Mitrovići, Omanjska, Opsine, Orašje, Osječani Donji, Osječani Gornji, Osojnica, Osredak, Ostružnja Donja, Ostružnja Gornja, Paklenica Donja, Paklenica Gornja, Paležnica Donja, Paležnica Gornja, Pijeskovi, Pločnik, Podnovlje, Poljice, Porječje, Potočani, Pranjkovci, Pridjel Donji, Pridjel Gornji, Prisade, Prnjavor Mali, Prnjavor Veliki, Radnja Donja, Raškovci, Ritešić, Rječica Donja, Rječica Gornja, Sjenina, Sjenina Rijeka, Stari Grad, Stanari, Stanić Rijeka (dio), Stanovi, Suho Polje, Svjetliča,Striježevica,Ševarlije, Tekućica, Tisovac, Tovira, Trbuk, Trnjačani, Trnjani, Vranduk in Zarječa. 
Doboj, popis 1991.; skupaj: 27.498
Po podpisu Daytonskega mirovnega sporazuma je večina občine Doboj z mestom Doboj postala del Republike Srbske. Federacija BiH vključuje naselja: Brijesnica Mala, Brijesnica Velika in Klokotnica, Lukavica Rijeka in del naselja Stanić Rijeka. Iz tega območja je nastala občina Doboj Istok. Nato še naselji: Matuzići in Mravići, iz katerih je nastala občina Doboj Jug. Naselja: Alibegovci, Ularice in del naselja Makljenovac. To območje je postalo del novonastale občine Usora. Leta 2014 je z ločitvijo od Doboja nastala občina Stanari [2], ki je obsegala naselja: Brestovo, Dragalovci, Jelanjska, Ljeb, Mitrovići, Osredak, Ostružnja Donja, Ostružnja Gornja, Radnja Donja, Raškovci, Stanari, Cvrtkovci in Cerovica.  

## Mesto Doboj
Doboj (44°44′N, 18°05′E) leži v aluvialni ravnini na 146m nadmorske višine, na levem bregu Bosne med sotočjem rek Usora in Spreča v Bosno. Pred zadnjo vojno je bil sedež občine na 691 km². To območje zdaj pripada občinam Doboj (Republika Srbska), Stanari, Doboj Istok, Doboj Jug in Usora (Federacija BiH). Leta 1991 je imela občina približno 110.000 prebivalcev, od tega približno 29.000 v mestu.

## Izobraževanje
- Fakulteta za promet
- ''Slobomir P Univerzitet'': 
  - Fakulteta za ekonomijo in upravljanje
  - Pravna fakulteta
  - Filološka fakulteta-odcep angleški jezik
  - Fakulteta za informacijsko tehnologijo
  - Fakulteta za grafiko in dizajn
  - Davčna akademija
- Višja tehnična šola
- Visoka medicinska šola zdravstva
- Srednje šole:
  - Gimnazija ''Jovan Dučić''
  - Medicinska šola
  - Srednja šola za promet in elektro
  - Gostinska in trgovska šola
  - Tehnična šola (gradbeništvo, avtomehanika, strojništvo)

## Šport
- Rokometni klub RK Sloga
- Nogometni klub FK Sloga
- Nogometni klub FK Željezničar
- Karate klub KK Sloga

## Znane osebe
- Nenad Marković, košarkar
- Silvana Armenulić, pevka
- Marko Karamatić, pisec
- Izet Sarajlić, pesnik
- Krešimir Zubak, politik
- Edita Jurišić, manekenka
- Benjamin Burić, rokometaš
- Ognjen Kuzmić, košarkar
- Olja Bajrami, pevka

## Turizem
- Dobojski grad
- Goransko jezero
- Orlovo jezero
- SRC Preslica
- Djevojačka pećina (okolica Doboja)
- Jezero Rudanka (okolica Doboja)
- Ribarska priča (okolica Doboja)
- Etno selo Kotromanićevo (okolica Doboja)